# Saint-Germain-d'Étables
Saint-Germain-d'Étables é uma comuna francesa na região administrativa da Normandia, no departamento de Sena Marítimo. Estende-se por uma área de 7,2 km². Em 2010 a comuna tinha 260 habitantes (densidade: 36,1 hab./km²).